# ترميد البلازما

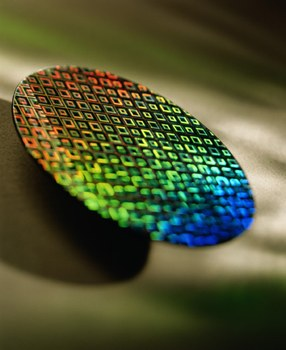
ويفر من بلورة أحادية من السيليكون تصنع منها عدة مئات من أشباه الموصلات.

ترميد البلازما في تصنيع أشباه الموصلات ، ترميد البلازما هي عملية إزالة مقاوم الضوء (طلاء حساس للضوء) من رقاقة محفورة. باستخدام مصدر البلازما ، ويتم إنشاء مادة أحادية الذرة (ذرة مفردة) تعرف باسم المركبات التفاعلية. ويعد الأكسجين والفلور من أكثر المركبات التفاعلية شيوعًا. حيث تتحد المركبات المتفاعلة مع مقاوم الضوء لتكوين الرماد الذي تتم إزالته بـ المضخة الفراغية .

## نبذة
عادةً ما يتم إنشاء بلازما الأكسجين أحادية الذرة عن طريق تعريض غاز الأكسجين عند ضغط منخفض (O 2 ) إلى موجات الراديو عالية الطاقة ، والتي تؤينه . تتم هذه العملية في الفراغ من أجل تكوين البلازما. أثناء تكوين البلازما ، يتم إنشاء العديد من الجذور الحرة التي يمكن أن تتلف الرقاقة. أصبحت الدوائر الأحدث والأصغر عرضة بشكل متزايد لهذه الجسيمات. في الأصل ، تم إنشاء البلازما في الحجرة العملية ، ولكن مع زيادة الحاجة إلى التخلص من الجذور الحرة ، تستخدم العديد من الآلات الآن تكوين البلازما في اتجاه واحد ، حيث يتم تكوين البلازما عن بُعد ويتم توجيه الجسيمات المطلوبة إلى الرقاقة. يتيح ذلك للجسيمات المشحونة كهربائيًا وقتًا لإعادة الاتحاد قبل أن تصل إلى سطح الرقاقة ، ويمنع تلف سطح الرقاقة.
عادة ما يتم إجراء نوعين من ترميد البلازما على الرقائق. يتم إجراء تقشير أو تجريد عالي الحرارة لإزالة أكبر قدر ممكن من مقاومة الضوء، بينما تُستخدم عملية "descum"(ازالة الشوائب) لإزالة مقاومة الضوء المتبقية في الخنادق. يتمثل الاختلاف الرئيسي بين العمليتين في درجة الحرارة التي تتعرض لها الرقاقة أثناء وجودها في غرفة الرماد.
يعتبر الأكسجين أحادي الذرة محايد كهربائيًا وعلى الرغم من أنه يتحد مجددا أثناء التوجيه ، إلا أنه يفعل ذلك بمعدل أبطأ من الجذور الحرة موجبة أو سالبة الشحنة ، والتي تجذب بعضها البعض. وهذا يعني أنه عندما يتم إعادة اتحاد جميع الجذور الحرة ، لا يزال هناك جزء من المركبات النشطة المتاحة للمعالجة. نظرًا لضياع جزء كبير من المركبات النشطة عند إعادة التركيب ، فقد تستغرق العملية وقتًا أطول. إلى حد ما ، لكن يمكن تخفيف أوقات المعالجة الأطول عن طريق زيادة درجة حرارة في منطقة التفاعل.